# Akrosida
Akrosida är ett släkte av malvaväxter. Akrosida ingår i familjen malvaväxter.
Kladogram enligt Catalogue of Life:
| Akrosida | \| \| Akrosida floribunda \| \| \| \| \| \| Akrosida macrophylla \| \| \| \| |
|          | \| \| Akrosida floribunda \| \| \| \| \| \| Akrosida macrophylla \| \| \| \| |
|          | Akrosida floribunda                                                          |
|          |                                                                              |
|          | Akrosida macrophylla                                                         |
|          |                                                                              |